# うたごえをさがして
『うたごえをさがして』は2017年8月16日にリリースされた谷本賢一郎のミニアルバム。
アルバムジャケットはフックブックローのキャラクターデザインも手掛けた藤枝リュウジが担当している。

## 収録曲
1. 光
作詞：道尾秀介、作曲：谷本賢一郎、編曲：hoto-D
道尾秀介とのユニット「DEN」の楽曲。
道尾秀介原案の映画「名前」の主題歌でもある。
2. なまえ
作詞：鈴木健士、作曲：山移孝寛、編曲：田代修二
3. 歌声をさがして
  - 作詞：道尾秀介、作曲：谷本賢一郎、編曲：森正明
4. 想い出がいっぱい
作詞：阿木燿子、作曲：鈴木キサブロー、編曲：田代修二
5. 歩いて帰ろう
作詞・作曲：斎藤和義、編曲：田代修二
6. 今日も一杯呑もうかな
作詞：谷本賢一郎、作曲：斎藤ネコ、編曲：森正明
7. 桜
作詞・作曲：谷本賢一郎、編曲：森正明
8. なまえ（弾き語りバージョン）
作詞：鈴木健士、作曲：山移孝寛、編曲：谷本賢一郎